# Thecocarpus carvifolius
Thecocarpus carvifolius är en flockblommig växtart som först beskrevs av Pierre Edmond Boissier, och fick sitt nu gällande namn av Ian Charleson Hedge och Lamond. Thecocarpus carvifolius ingår i släktet Thecocarpus och familjen flockblommiga växter. Inga underarter finns listade i Catalogue of Life.